# Outdoor training
Nel contesto della formazione, soprattutto aziendale, l'espressione inglese outdoor training (letteralmente "allenamento all'aperto") viene usata per riferirsi ad attività che stimolano l'apprendimento dall'esperienza e si svolgono in spazi aperti, nella natura, in luoghi diversi e possibilmente "distanti" dalla realtà aziendale. In italiano viene in genere chiamata formazione outdoor e si centra sullo sviluppo di comportamenti organizzativi attraverso l'uso di metafore e contesti nuovi, fuori dalla vita quotidiana, dove si possono sperimentare con libertà, fare esperienza sulle competenze relazionali o manageriali che si vogliono sviluppare. Durante la fase di debriefing (corta) o "rielaborazione (lunga e approfondita) si analizzano le dinamiche emerse e si riportano le deduzioni tratte alla realtà lavorativa.
Il trainer in queste attività ha il compito di facilitatore proponendo ai discenti attività pratiche (imparare facendo), osservando gli sviluppi e le dinamiche e aiutando poi i discenti a far riemergere gli aspetti più rilevanti dell'accaduto. Di tradizione anglosassone, l'outdoor training si può avvalere di attività di tipo ludico-sportivo, la cui pratica è favorita dall'ambiente aperto. L'outdoor training, come metodologia formativa, è spesso utilizzata nella formazione aziendale per trattare tematiche legate al team building, al team work ed alla leadership.
Nell'"outdoor training" si usa la strumentazione presente nello sport, nella natura, nella formazione.

## Storia
Occorre distinguere fra i precursori e gli sviluppatori della teoria dell'apprendimento dell'esperienza, fra cui ricordiamo:
- Rousseau, con la sua Education Nouvelle
- Montaigne
- Herbart, con la sua "Scuola di Iena" (1843)
- Lietz, che  ha creato nel 1897 in Germania le "Scuole Popolari" ispirandosi alla  pedagogia di Goethe
- Lindeman e Dewey, precursori negli anni '30- '40 dell'apprendimento attraverso l'esperienza pratica (attivismo ).
- Revans, che parte dalle idee di Lewin degli anni '30 e formalizza le sue tesi negli anni '70 legate allo sviluppo manageriale parlando di "action learning": è una nuova tecnica metodologia di formazione usata per promuovere il cambiamento in azienda. Questa tecnica consiste nella capacità che le persone hanno di generare una soluzione innovativa, partendo da un problema reale, creando una discussione di gruppo e ponendosi delle domande.
- Lewin[non chiaro], fondatore dell'action research. Non ha fondato una scuola a causa della sua morte prematura, ma i suoi alunni portarono avanti i suoi studi. Lewin sostiene che il gruppo influenzi le scelte dell'individuo, contribuendo allo sviluppo delle metodologie di formazione e creando teorie rivoluzionarie proprio sul modo di fare formazione. Secondo queste teorie il formatore è una figura che facilita il processo di apprendimento, agendo da stimolo per il gruppo con la funzione di andare a fondo delle cose.
- Roger, il formatore come "facilitatore d'apprendimento"
- Kolb, Il ciclo dell'apprendimento dall'esperienza negli adulti, 1976

e precursori e fondatori dell'outdoor training e della formazione outdoor, che partendo dai modelli sopra accennati ne traggono una vera metodologia formativa, fra questi ricordiamo:
- Hahn, che nel 1941 attua un programma educativo in cui i giovani fanno attività pratiche culturali e avventurose. In particolare per sviluppare il carattere dei suoi allievi, fece fare loro delle attività pratiche in mare chiamato outward bound: nasce l'outdoor training.

In Italia questa metodologia di formazione esperienziale è stata portata agli inizi degli anni novanta dallo psicologo Marco Rotondi che la ha riadattata alla cultura europea.

## Possibili applicazioni
L'outdoor training può essere usato per sviluppare molte competenze relazionali e manageriale, fra cui per esempio:
Team building:  competenze di lavoro di gruppo e rinforzare gruppi di lavoro già esistenti, orientando le persone a lavorare insieme per un fine comune. Uno scambio di ruoli aiuta a capire gli altri e ad aumentare l'empatia.
Leadership:  osservare dinamiche di gruppo e a sviluppare competenze di leadership.
Sviluppo della personalità: può essere usato per aumentare l'autocoscienza (come reagisco, cosa sono in grado di fare, come mi comporto con gli altri, quali sono i miei limiti) e sviluppare cambiamenti di atteggiamento.
Orientamento al gruppo/ orientamento all'obiettivo: si può scegliere se lavorare di più sulle dinamiche di gruppo, trasformando l'obiettivo da raggiungere in mezzo per il raggiungimento del fine o di concentrarsi sull'obiettivo posto.

## Esempio di attività che vengono svolte nell'outdoor training
- orienteering
- barca a vela
- ponte tibetano
- arrampicata sportiva

La tecnica dell'arrampicata rappresenta un modo per apprendere in un contesto nuovo e con rischi limitati (è molto importante l'uso di corda e di dispositivi di blocco: bisogna sempre pensare che i partecipanti spesso non sono esperti in materia e che la sicurezza deve sempre essere garantita).
Questa tecnica consiste nel scalare una parete (può essere svolto sia in montagna come anche in palestra) con l'aiuto delle proprie capacità e quelle del gruppo.
L'arrampicata viene utilizzata per lavorare sulla gestione delle emozioni e dei conflitti, migliorare la comunicazione nel gruppo, migliorare la capacità di problem solving, aumentare la fiducia, migliorare l'osservazione e l'auto-osservazione, capire i propri e altrui limiti e aumentare il team working.
Per garantire una buona riuscita il formatore deve pianificare l'attività (tempi, difficoltà, situazioni di meteo). In questo è molto importante capire con quale target di persone si lavora (età, esperienza, esigenze).
Alla fine dell'attività è essenziale fare un debriefing che aiuta i partecipanti a cogliere le metafore che possono poi essere usate nel mondo lavorativo e nella vita quotidiana.
Nota bene:
regola della "libertà di adesione": nessuno deve sentirsi obbligato a partecipare all'attività e ad andare oltre i propri limiti
questa attività deve sempre essere affiancata da una guida alpina
Esistono vari tipi di formazione outdoor:
- small technique
- campi preimpostati
- outdoor training
- outdoor management training

## Rischi e limiti
Ci sono molte agenzie formative che offrono interventi formazione outdoor, molte delle attività proposte però hanno spesso basso contenuto formativo e vanno più nella direzione dell'incentive e della socializzazione e dell'intrattenimento; occorre allora chiarire bene quello che si vuole per non essere delusi dopo: ci si è divertiti ma non si è imparato nulla (obiezione classica che viene fatta dai partecipanti ad alcune di queste attività non organizzate da formatori esperti).